# Горячов Сергій Георгійович
Сергій Георгійович Горячов (нар. 20 вересня 1897, Санкт-Петербург — 8 червня 1983, Київ) — радянський воєначальник, генерал-лейтенант. 

## Біографія
Народився 20 вересня 1897 року в  Санкт-Петербурзі. 
У ході німецько-радянської війни перший рік короткочасно очолював 23-ю, 256-у, 185-у стрілецькі дивізії, а з вересня 1942 року командир 7-го стрілецького корпусу, (пізніше перейменований в 35-й гвардійський корпус). Після війни командир корпусу, помічник командувача армією, командувач 8-ї гвардійської армії в ГРВН. З 1954 року помічник командувача військами КВО. Генерал-лейтенант з 1943 року.
Пізніше на пенсії активний член військово-наукового товариства при Київському окружному домі офіцерів у 1960-х роках.

Могила Сергія Горячова

Помер в Києві 8 червня 1983 року. Похований на Лук'янівському військовому кладовищі.